# 2. zenička brigada HVO
2. zenička brigada bila je brigada Hrvatskog vijeća obrane tijekom rata u Bosni i Hercegovini. Sjedište je bilo u Zenici. Još kad su bošnjačko-muslimanske snage napale HVO u Zenici 17. travnja 1993., brigada je bila tek u procesu stvaranja. Zapovjednik je bio Vinko Barešić.

## Vanjske poveznice
- Znakovlje HVO  Arhivirana inačica izvorne stranice od 17. veljače 2020. (Wayback Machine)